# De Baai
De De Baai is een kerkgebouw in Etten-Leur in de Nederlandse provincie Noord-Brabant. Ze staat aan de Baai 154 en wordt gebruikt door een protestantse gemeente. Ze staat ongeveer halverwege de twee kernen van Etten en Leur.

## Geschiedenis
In 1614 werd er in Leur een verwoest kerkgebouw als hervormde zaalkerk herbouwd, het tegenwoordige Trouwkerkje aan het Van Bergenplein.
In 1648 was de Catharinakerk aan de Markt in Etten in handen gekomen van de hervormden.
Tot 1952 waren er in Etten-Leur twee hervormde gemeenten, de een in Etten, de ander in Leur. Vanaf 1952 fuseerden de beide hervormde gemeenten. Tegelijkertijd behoorden de gereformeerden van Etten-Leur tot de gereformeerde gemeente van Breda. Vanwege de afstand kerkten de gereformeerden echter bij de hervormden in Etten-Leur.
De Catharinakerk was ondertussen te klein geworden voor het aantal gelovigen en de kerk in Leur was te bouwvallig. In 1970 werden zowel het hervormde zaalkerk van Leur als de Catharinakerk van Etten van de hand gedaan en betrok de hervormde gemeente van Etten-Leur het nieuwe kerkgebouw De Baai. Deze kerk werd op 15 februari 1970 geopend. Vanaf 1970 hielden de hervormden en gereformeerden van Etten-Leur samen in het gebouw hun vieringen. In 1972 gingen de twee gemeentes in federatief verband samen als onderdeel van het Samen op Weg-proces.
Op 15 februari 2006 fuseerden de twee gemeenten tot de Protestantse Gemeente te Etten-Leur.

## Opbouw
Het bakstenen kerkgebouw is in moderne stijl opgetrokken en is een zaalkerk. Aan de gevel is een luidklok bevestigd en in het zuidoosten is het ingangsportaal gebouwd.